# Bâtiment de la Banque de Chine (Hong Kong)
Le bâtiment de la Banque de Chine (中國銀行大廈) est un bâtiment art déco datant de 1950 et situé dans le quartier de Central à Hong Kong. C'est une succursale de la Banque de Chine à Hong Kong.

## Histoire
Le site est à l'origine occupé par la partie Est de l'ancien hôtel de ville, construit en 1869. La partie Ouest est démolie en 1933 pour faire place à la 3e génération du siège de HSBC, tandis que la partie Est est démolie en 1947 pour faire place au bâtiment de la Banque de Chine.
Il est conçu par Palmer & Turner et construit par Wimpey Construction en 1951 dans le but de dépasser le nouveau siège de HSBC situé à proximité pour devenir le plus haut bâtiment de Hong Kong à l'époque.
Il sert de siège à la Banque de Chine jusqu'à son déménagement dans la nouvelle tour de la Banque de Chine en 1991. Le bâtiment devient alors le nouveau siège de la banque Sin Hua. Après la restructuration des banques chinoises pour former la Banque de Chine à Hong Kong en 2001, le bâtiment est de nouveau rendu à la Banque de Chine qui l'utilise comme succursale.

## Caractéristiques
Le China Club (en), un club et restaurant rétro, ouvre le 8 septembre 1991 dans les trois premiers étages du bâtiment.

## Galerie

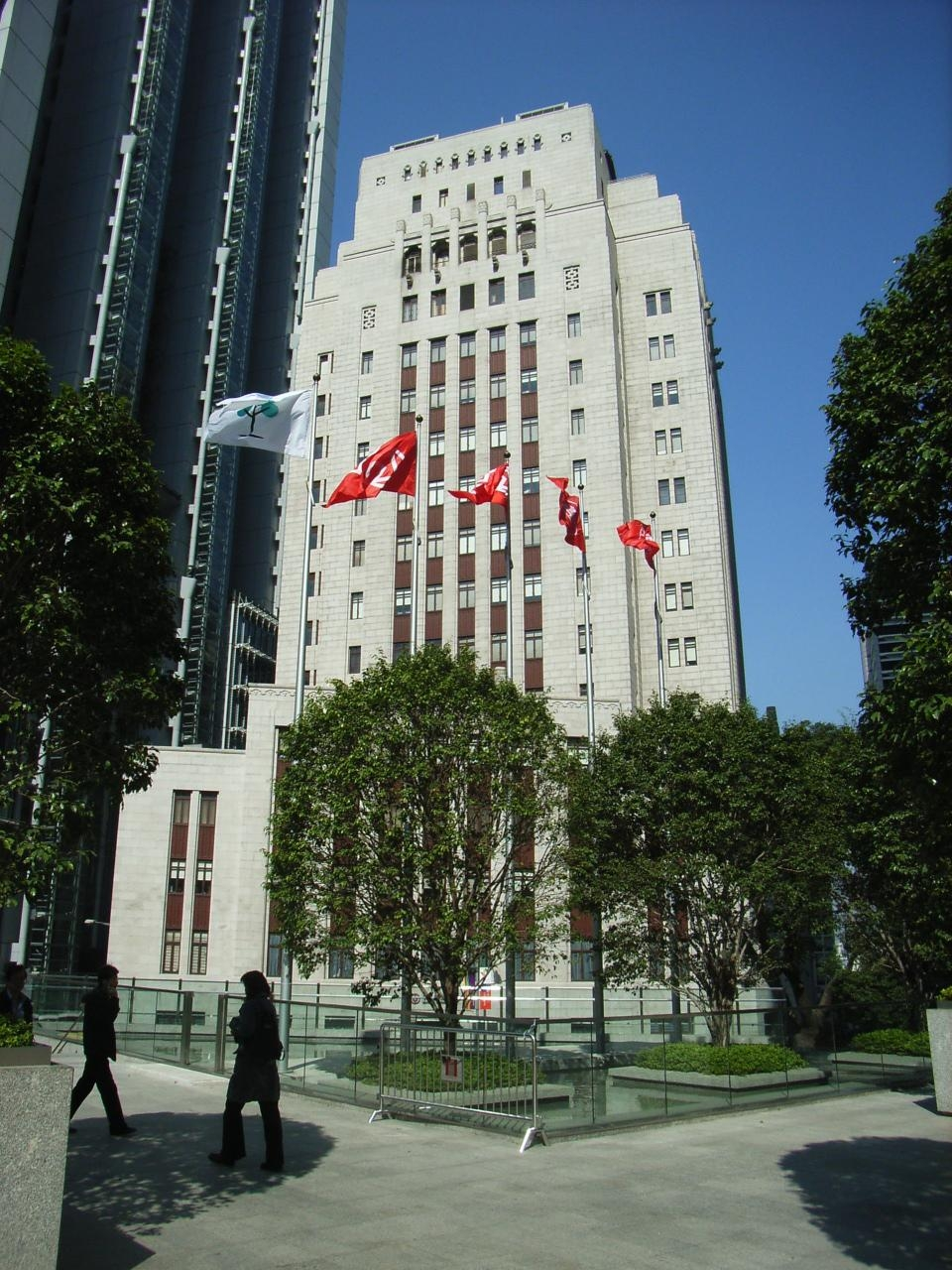
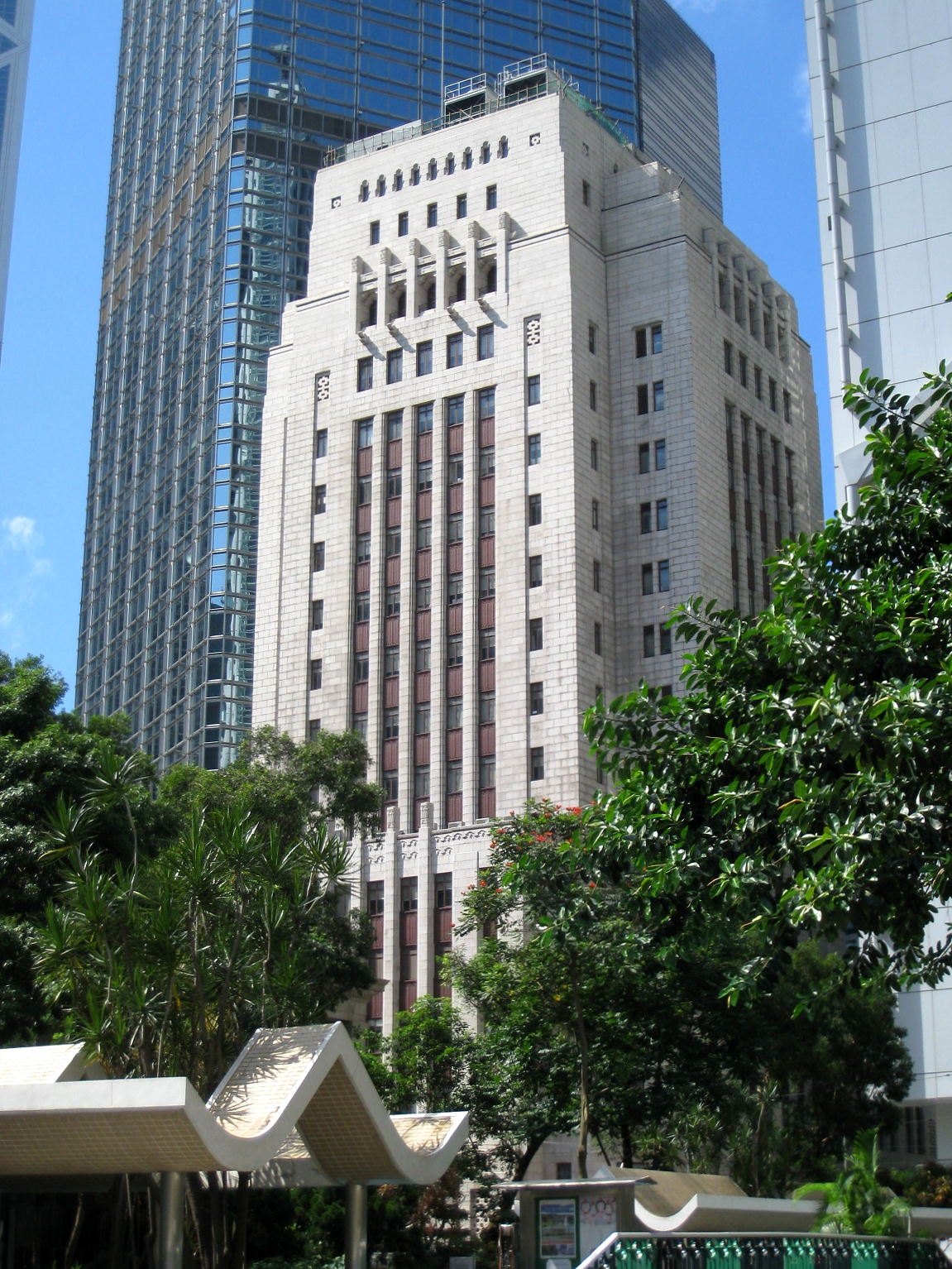
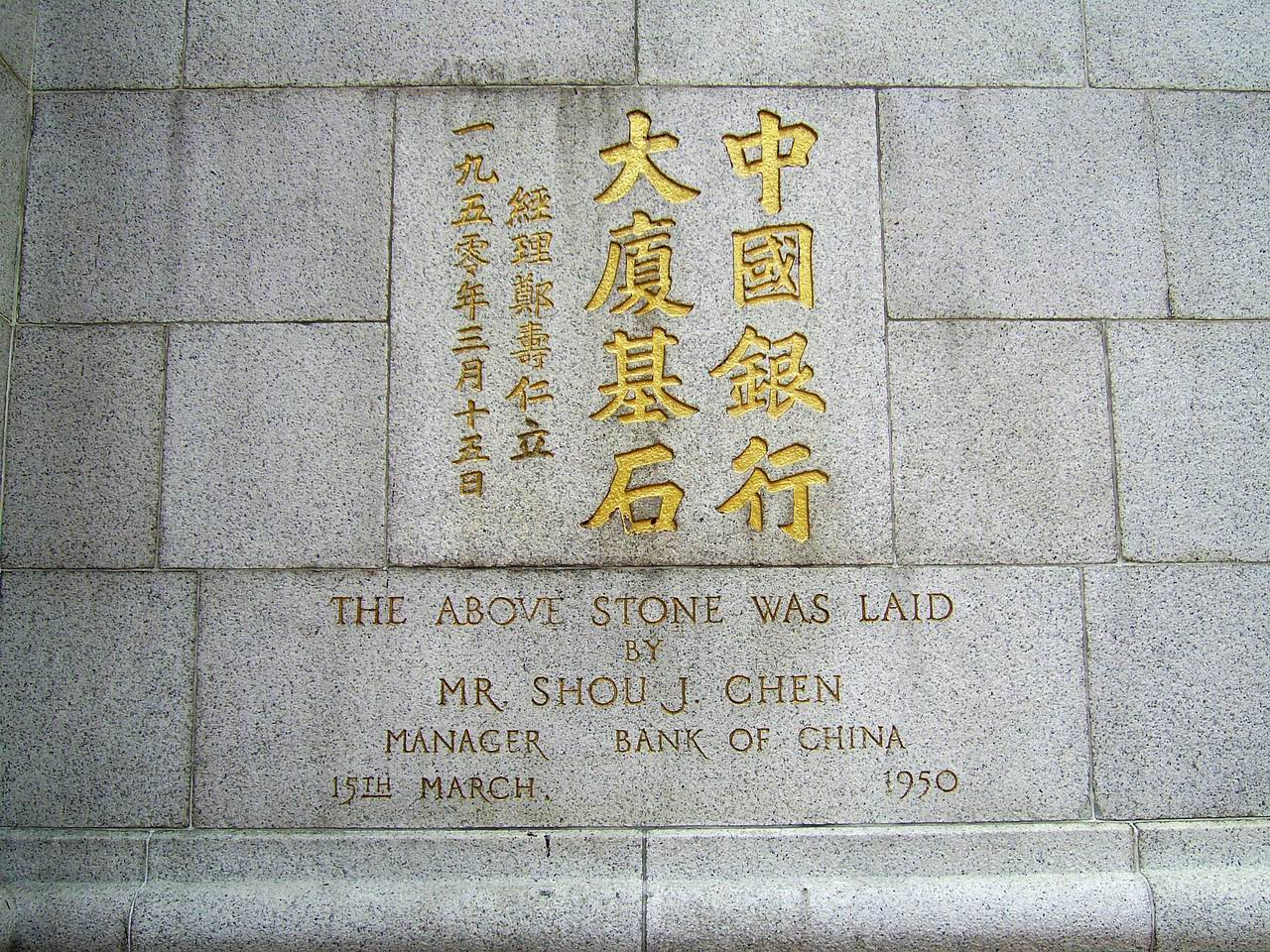
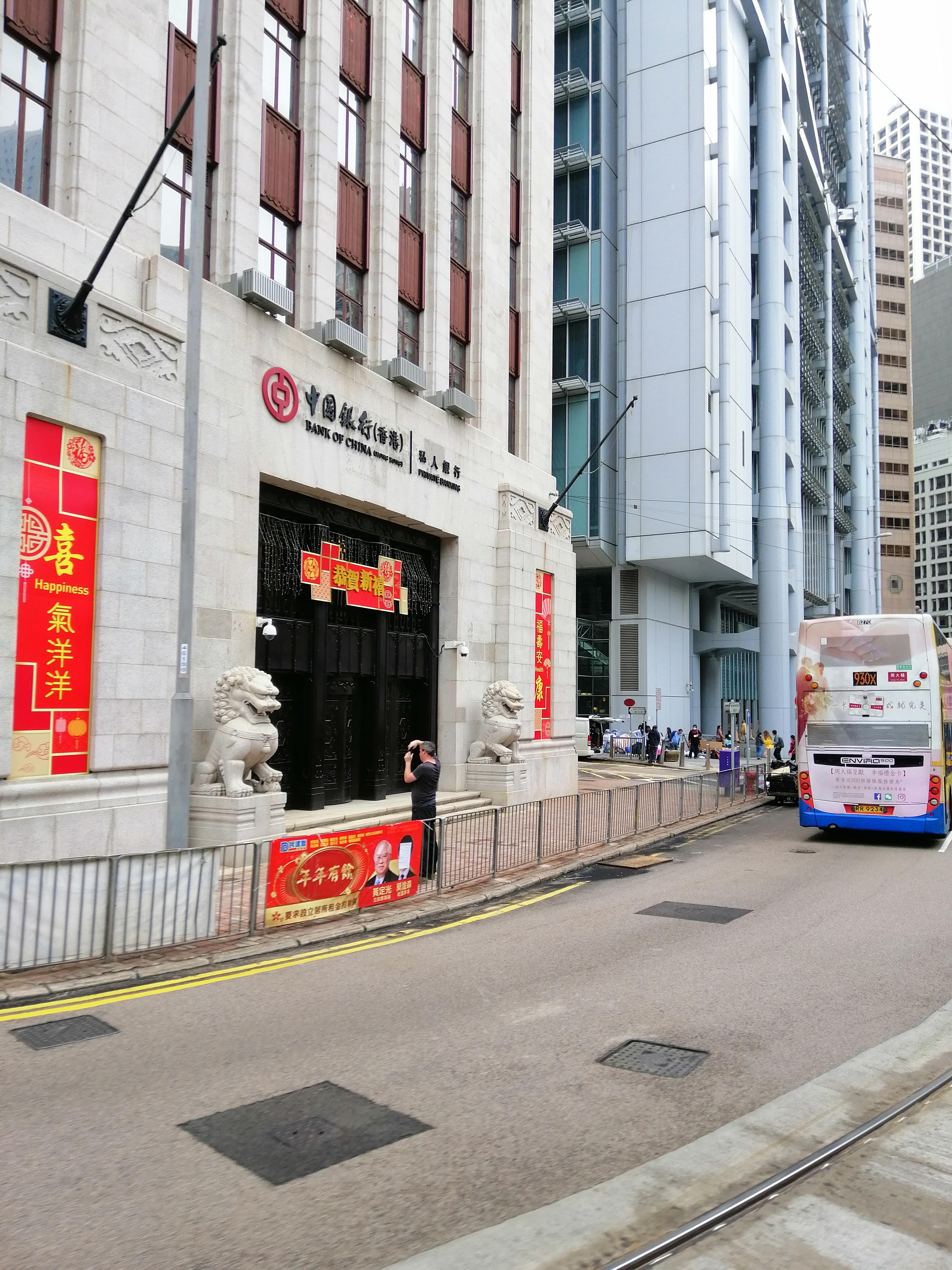
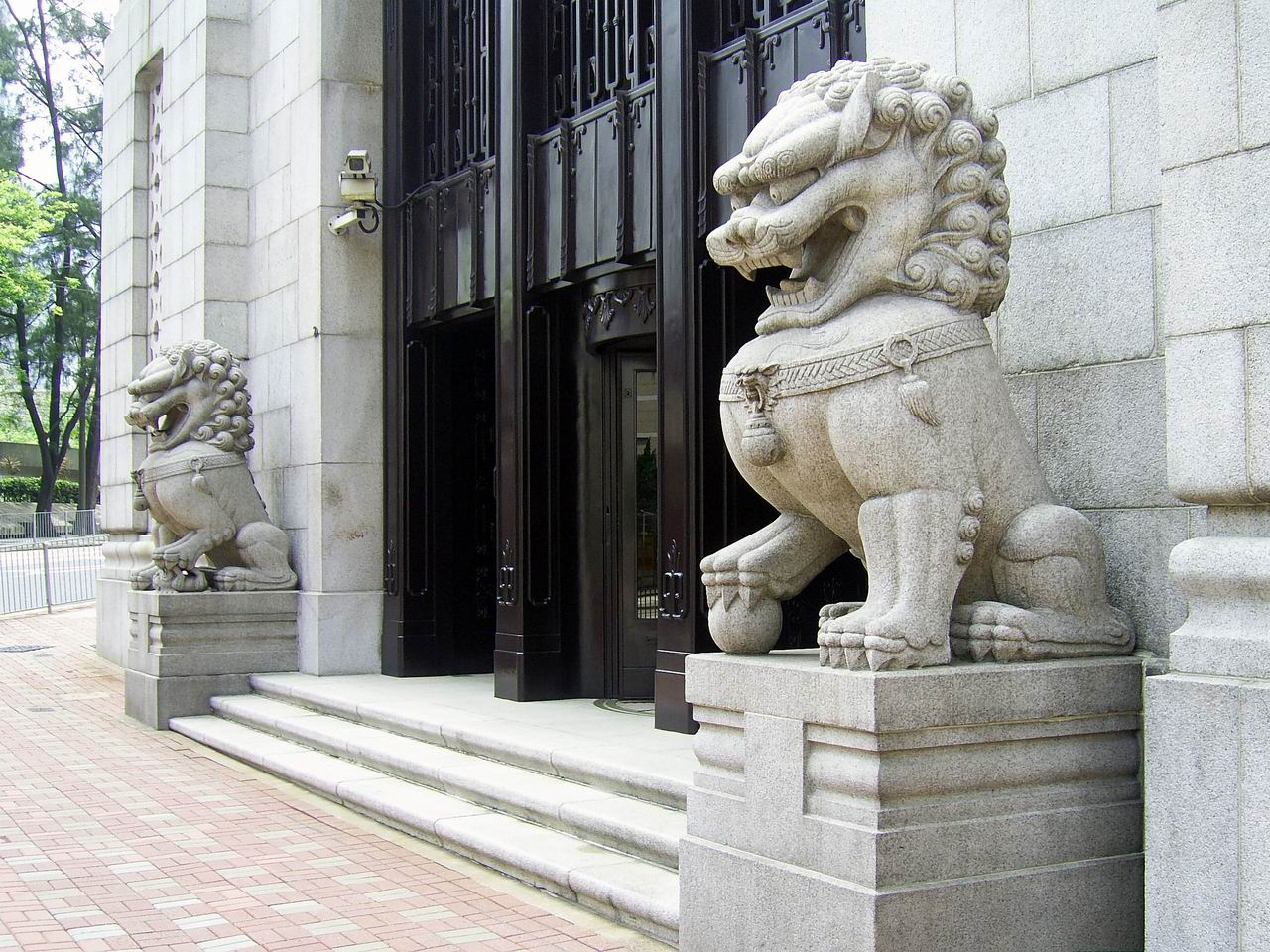
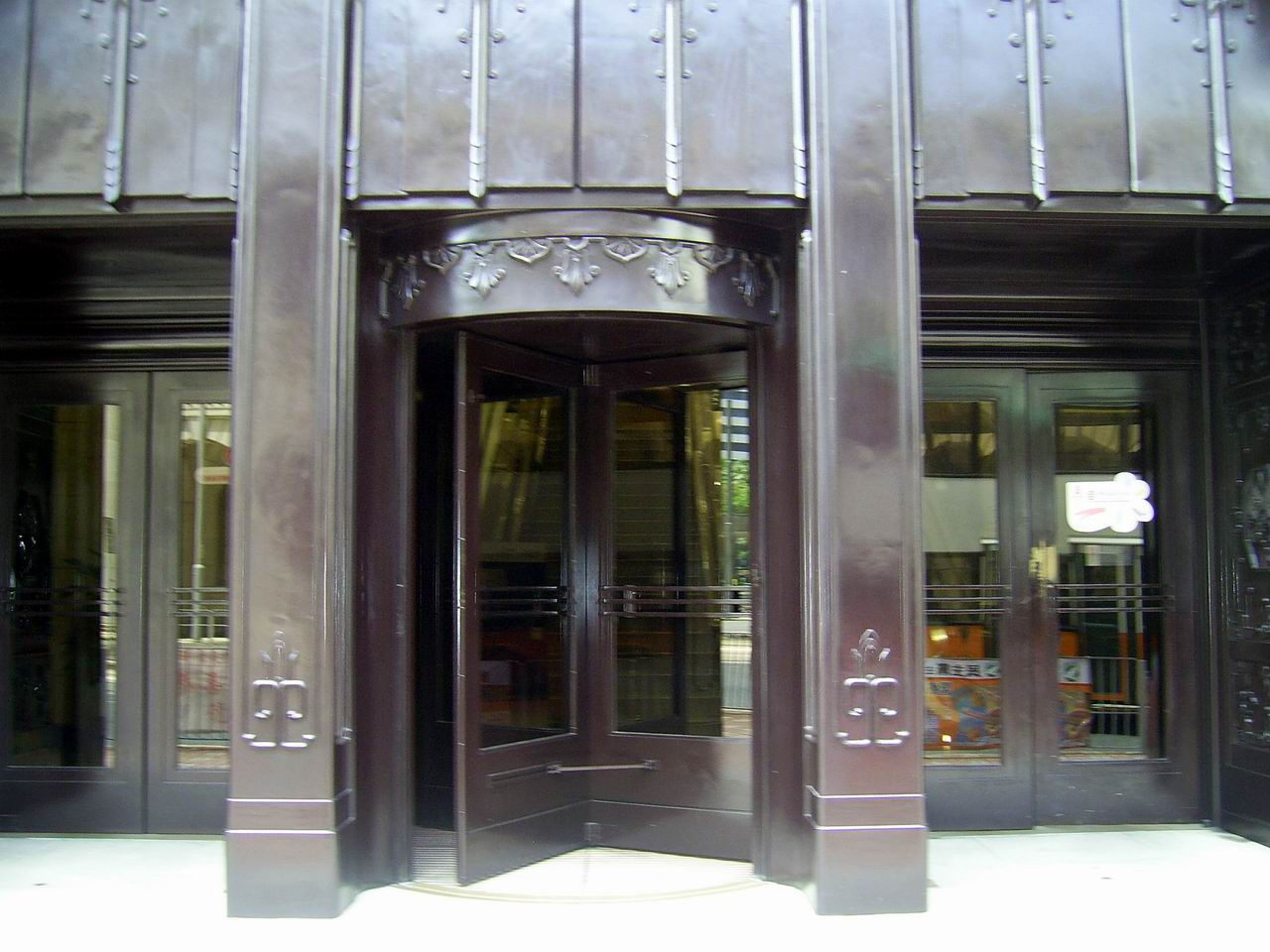
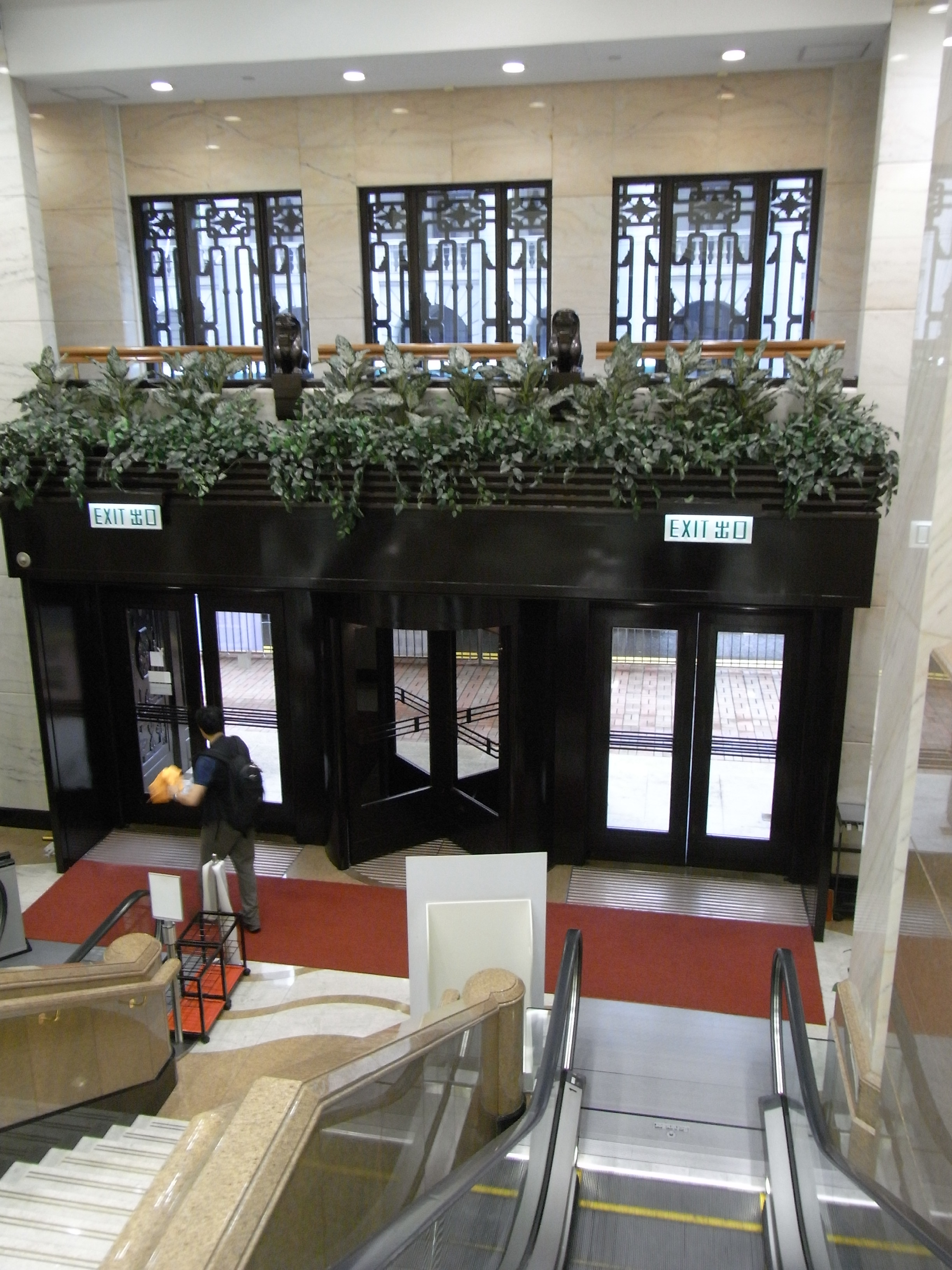
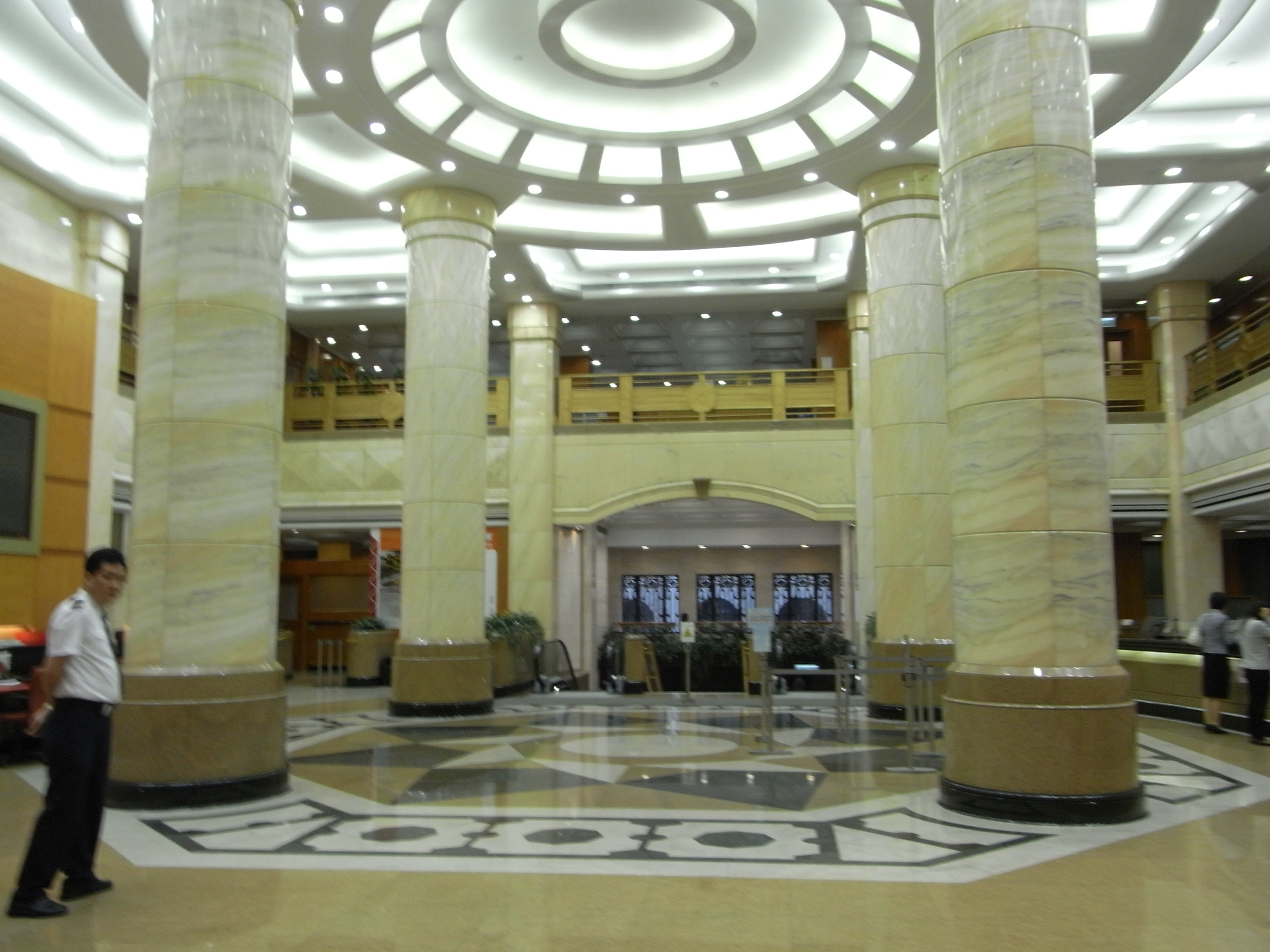
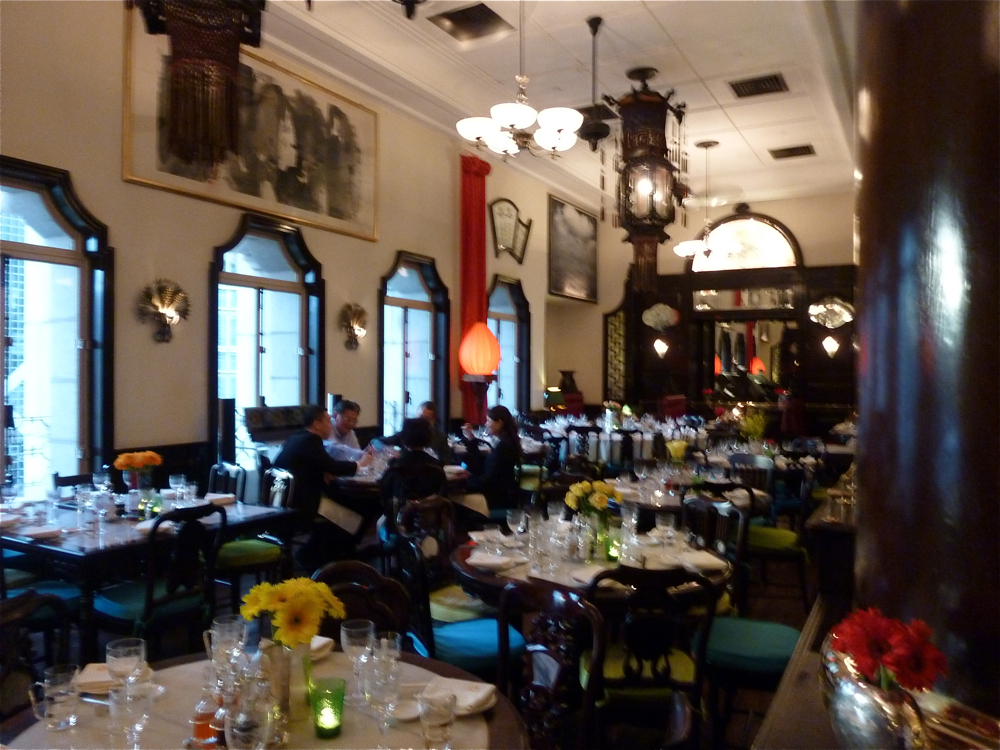
Restaurant du China Club (en).